# Pachytriton granulosus
Pachytriton granulosus — вид земноводних родини саламандрові ряду Хвостаті.

## Поширення
Цей вид є ендеміком  Китаю. Він зустрічається в провінціях Чжецзян і Фуцзянь.